# ACジャパン
公益社団法人ACジャパン（エーシージャパン、英語: Advertising Council Japan、AC JAPAN）は、日本で様々なメディアを通した公共広告により啓発活動を行っている公益社団法人である。

## 概要
公共広告によって、国民の公共意識を高めることを目的に活動している民間の団体である。アメリカの「広告協議会（アド・カウンシル、以下『アメリカAC』と表記）」を見本として、1971年（昭和46年）に大阪府で前身である任意団体の「関西公共広告機構（かんさいこうきょうこうこくきこう）」が発足。公共広告を実施する団体としては日本初のものであった。1974年（昭和49年）、これを引き継ぐ形で「社団法人公共広告機構（こうきょうこうこくきこう）」を設立し、全国放送されるようになった。2009年（平成21年）7月には現名称であるACジャパンへ改称。2011年（平成23年）には公益社団法人化された。
運営は全国の企業や団体、一般個人による会費制で成り立っており、税金は使用されていない。主な活動内容は様々なメディアを通した公共広告の発信であり、制作は正会員である広告会社により行われている。広告は無料で流されているが、正規料金に換算した場合の広告費は日本国内の広告主でトップクラスの規模である。

## 組織
前述の通り、組織の運営は会員からの会費により成り立っている。会員は「正会員」「賛助会員」「個人会員」に分けられる。正会員は広告を取り扱う企業であり、広告主となる一般企業のほか放送業界・新聞業界・広告業界などの企業が含まれ、正会員社数は約1000社（2011年（平成23年）度現在）にのぼる。会員企業からは1口12万円の年会費という形で資金を集めている。賛助会員は1987年（昭和62年）度から設けられた会員であり、当初はACジャパンの活動に賛同する個人を対象にした会員であった。現在、賛助会員は名称が「個人会員」と改められ、「賛助会員」は正会員社の事業所である会員を指している。賛助会員（現在の意味における）の会費は1口6万円、個人会員の会費は年6000円である。現在、主たる事務所を東京都中央区に置いて、全体の年間実行計画の統括事務を行う一方、札幌市中央区・仙台市青葉区・東京都中央区・名古屋市中区・大阪市西区・広島市中区・福岡市中央区・那覇市の全国8か所に事務局が設置されている。
現理事長はサントリーホールディングス代表取締役社長の鳥井信宏。副理事長は、河北新報社代表取締役社長の一力雅彦、株式会社電通相談役の石井直、株式会社テレビ朝日取締役副社長の角南源五である。

## 設立背景と経緯
前身である関西公共広告機構が設立される背景となった時代は、高度経済成長期である。この時代は人々の生活水準が向上した一方で様々な社会問題が生じており、いわゆるテクノロジーアセスメント、ソーシャル・マーケティングといった概念の登場で『企業の社会的責任』が問われるようになった。この点は植条則夫が指摘しているほか、「関西公共広告機構設立趣意書」においても記載されている。
1969年11月、設立者である佐治敬三はアメリカの広告会社であるケッチャム社を訪れ、そこでアメリカACの存在を知り「同じような活動を日本でもできないか」と考えた。これが関西公共広告機構設立のきっかけである。佐治が注目したアメリカACの作品は「愛…それはあらゆる人種を超えて」である。また、佐治は「広告は人を説得するための最も強力な手段」と考えており、広告を手段に商売をしてきた大企業の社長として、公共の問題について社会に訴えていくことで広告に「お返し」をしたいと思っていたことも、設立のきっかけの一つにつながっている。
帰国した佐治は、1970年1月29日に大阪広告協会で公共広告を実施する機関の設立を提唱し、その約1年半後となる1971年7月7日に発起人会・設立総会が実施され、関西公共広告機構が設立された。
設立に至るには、会員となる企業がその活動に賛成し、さらに金銭面で協力することが必要であった。植条によると、日本人はアメリカ人と違って公共意識が低いため協力が得にくいのではないか、という意見があったというが、関西においては広告関係者の協力が問題なく得られた。
これに関して、加藤良雄（1992年当時、公共広告機構政策実行委員会副委員長）は、大阪人には佐治や芦原義重（関西公共広告機構会長）を中心としたまとまりがあり、ボランティア精神や素早い問題意識があったことが成功した要因であったと発言している。さらに加藤は金銭面での協力について、当時は「万博景気の後」ということで、広告主や媒体社に多少の余裕があったのが幸運であった、との旨を発言している。植条は設立された時期について、前述の社会的な背景を踏まえて「公共広告を受け入れるには、まことにタイムリーな時代でもあった」と述べている。

## 歴史
- 1971年（昭和46年）
  - 7月7日 - 任意団体「関西公共広告機構」として設立され、近畿（関西）地方を中心に活動[11]。
  - 11月 - 初の新聞広告を掲載[11]。
- 1972年（昭和47年）2月 - 淀川長治を起用した初のテレビCMを放送[11]。
- 1974年（昭和49年） - 社団法人化[11]。同時に団体名を「公共広告機構」と改称（｢関西｣の冠が取れた）[11]。本部の近畿地方をはじめとする全国組織となる。
- 1975年（昭和50年） - 英語名を「Japan Advertising Council」、略称を「AC」とする[11]。
- 1985年（昭和60年） - この年の青少年非行防止キャンペーンで鈴木啓示（出演当時近鉄バファローズ投手）が発したフレーズ「投げたらアカン」が、第1回新語・流行語大賞の大衆賞を受賞。
- 1987年（昭和62年） - 設立15周年。その事業の一環で腎臓バンクキャンペーンから、ロゴタイプを変更。また、サウンドロゴも導入された。詳細は「AC」ロゴ・サウンドロゴの概要を参照。
- 1993年（平成5年） - アメリカACと共同で「水質資源の保全」をテーマに共同制作したCMが日米で放送される[11]。後の1995年（平成7年）・1997年（平成9年）にも同様のキャンペーンを実施（日米共同キャンペーン）[11]。
- 1995年 (平成7年）  - 阪神・淡路大震災激励広告で認知度が急上昇。
- 1999年（平成11年）11月3日 - 設立者で初代理事長の佐治敬三逝去[11]。
- 2000年（平成12年） - この年と前年のキャンペーンに登場した「ジコ虫」（ジコチュー）が新語・流行語大賞のトップ10に入賞する[11]。
- 2001年（平成13年）7月7日 - 設立30周年を迎える[11]。
- 2005年（平成17年） - KOBACO（韓国放送広告公社）と日韓共同キャンペーンで「親子のコミュニケーション」をテーマにCMを共同制作[11]。
- 2006年（平成18年） - 新理事長に佐治敬三の息子である佐治信忠が就任[11]。設立35周年を記念して、ウェブサイトをリニューアルする。
- 2008年（平成20年） - 団体名を「ACジャパン」へ再改称することを発表。それに伴い、ロゴの下または右にあった「公共広告機構」の文字を「よりよい社会をめざす民間の広告ネットワーク」に変更。
  - 改称の理由は、「公共広告機構」という官庁の組織のような名称によって生じる「公共広告機構は日本国政府の機関である」という誤解を払拭するためである[12]。
  - 第2回日韓共同環境キャンペーンを実施[11]。「環境」をテーマにCMを共同制作[11]。
- 2009年（平成21年）7月1日 - 団体名を前述の「ACジャパン」、英語名を「Advertising Council Japan」へ再改称し[11]、ロゴタイプを現行のものに変更。サウンドロゴも変更された。
- 2011年（平成23年）
  - 3月11日以降 - 東日本大震災の影響により、CMの放送回数が急増。苦情により3月中旬以降は従前のサウンドロゴの使用を停止[13]。
  - 4月1日 - 公益社団法人に移行する[11]。
  - 7月1日 - 登記上本部を大阪市西区から東京都中央区に移転。
  - 7月7日 - 設立40周年を迎える[11]。
  - 12月1日 - 2010年度の東京地域キャンペーンで使われたフレーズ「こだまでしょうか」（金子みすゞの詩「こだまでせうか」より）が、新語・流行語大賞のトップ10に入賞する。
- 2016年（平成28年）
  - 熊本地震の影響によりCMの放送回数が増加し、再びサウンドロゴの使用を停止。
  - 7月1日 - 新理事長にライオン株式会社相談役の藤重貞慶が就任[11]。
- 2021年（令和3年）7月7日 - 設立50周年を迎える。
- 2025年（令和7年）7月14日 - 東京事務局をそれまでの東京都中央区銀座七丁目 電通銀座ビルから、千代田区霞が関三丁目7番1号の霞が関ビジネスセンターに移転[14]。

## スローガン
テレビCMの末尾には、以下のスローガンが付記される形で当団体のロゴが表示される。
団体としてのスローガンには、1987年（昭和62年）5月に採用された「人と人とを結ぶ、思いやり」（1985年度の同名新聞広告が由来）と、2001年（平成13年）度に新たに採用された「明日のために、いま始めよう。」がある。スローガンはテレビCMにおいても最後に表示されるロゴマークに付記されていたが（付記のないCMや別のスローガンのCMも存在した（例として1991年度の「家庭排水・人魚」（スローガンは「ここから始めなければ。」）など）、異なる文言が表示されていたCMもある（例として1994年度の阪神・淡路大震災激励CMでは「人を救うのは、人しかいない。」、2005年度の日韓共同キャンペーンでは「明日を一緒に考えよう。」、2007年度のテレビCMにおける支援キャンペーンではサウンドロゴが流れた直後、ACロゴの上に「未来につながる活動を支援しています。」と表示。また、2008年度のラジオCMでは、サウンドロゴの前に「ACはこの活動を支援しています」と流れていた）。2009年（平成21年）度以降はテレビCMの最後にスローガンが表示されなくなり、代わりに以下のような文言がロゴマークに付記されている。
- よりよい社会をめざす民間の広告ネットワーク（2009年度。ただし2008年度にもスローガンとともに付記されていた）
- 民間の広告ネットワーク（2010年度、2012年度）
- 民間から。公共広告40年（2011年度）
  - 2009年度から2012年度まではロゴマークの下に「会員社のご支援で活動しています」が付記されていた。
- 企業のCSR活動（2015年度 - 2019年度）
- Advertising Council Japan（2018年度から2020年度までの一部全国キャンペーンで使用）[注釈 7]
- 気づきを、動きへ。（2020年度 - 現在）[注釈 8]
  - 2013年度から2020年度までの支援キャンペーンは文言の代わりにロゴマークの下に「この活動を支援しています」が付記されていたが、2021年度からは、他のキャンペーンと同様に「気づきを、動きへ。」と付記されるようになった。また、広告学生賞受賞作品に限り2019年度からロゴマークの下に「ACジャパンは、広告学生賞を主催しています。」と付記されるが、2021年度からは「気づきを、動きへ。」も併記されるようになった。

## 事務局
本部・東京事務局

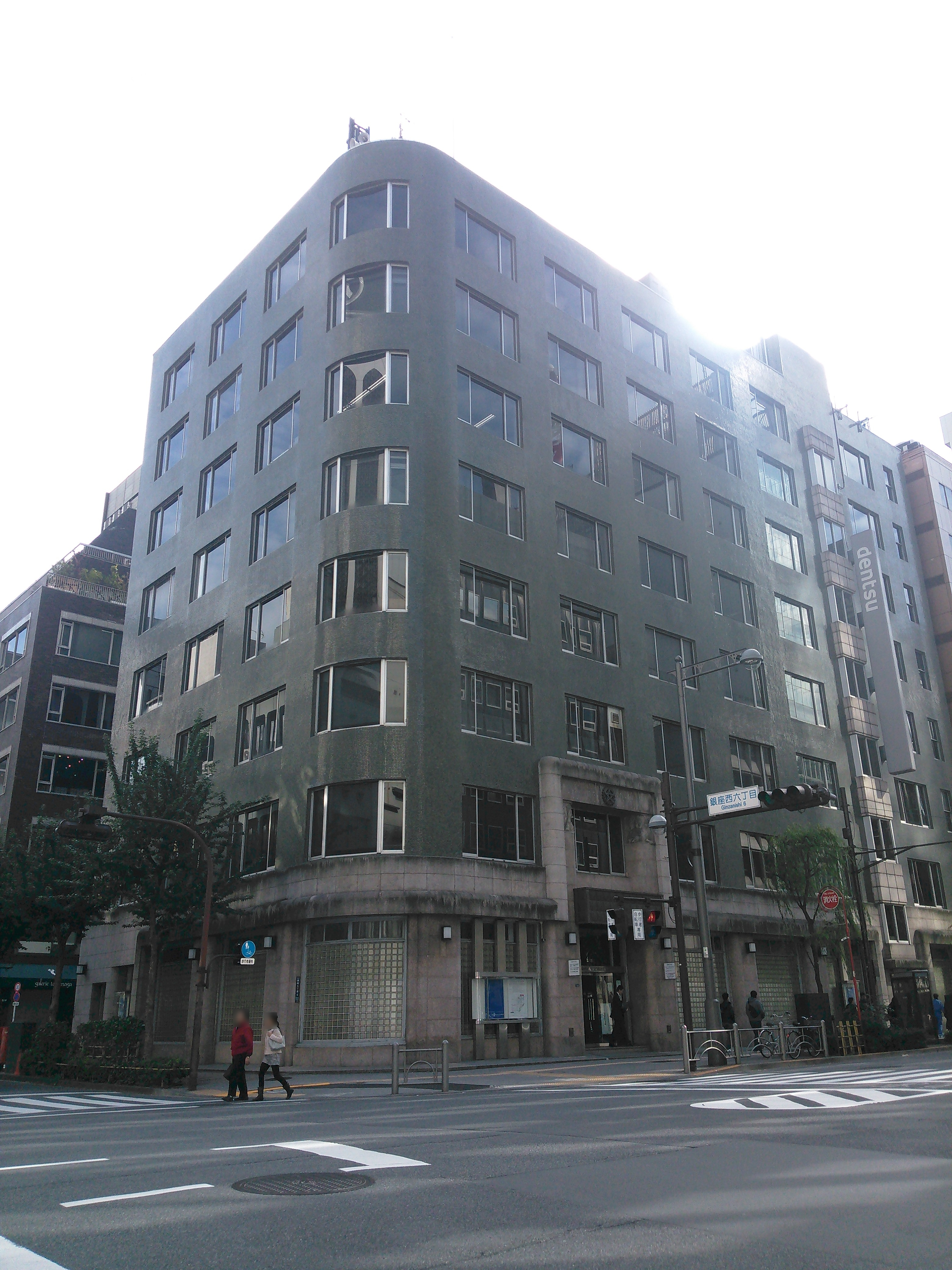
2025年7月13日まで本部・東京事務局が入居していた電通銀座ビル

- 東京都千代田区霞が関3-7-1 霞が関東急ビル内 霞が関ビジネスセンター

管轄地域：茨城県、栃木県、群馬県、埼玉県、千葉県、東京都、神奈川県、新潟県、長野県、山梨県、静岡県
大阪事務局
- 大阪府大阪市西区江戸堀1-3-3 肥後橋レックスビル

管轄地域：滋賀県、京都府、大阪府、兵庫県、奈良県、和歌山県
北海道事務局
- 北海道札幌市中央区大通西5-11-1 電通北海道内

管轄地域：北海道
東北事務局
- 宮城県仙台市青葉区五橋1-2-28 河北新報社内

管轄地域：青森県、岩手県、宮城県、秋田県、山形県、福島県
名古屋事務局
- 愛知県名古屋市中区栄4-16-8 栄メンバーズオフィスビル

管轄地域：富山県、石川県、福井県、岐阜県、愛知県、三重県
中四国事務局
- 広島県広島市中区袋町5-25 広島袋町ビルディング 電通西日本広島支社内

管轄地域：鳥取県、島根県、岡山県、広島県、山口県、徳島県、香川県、愛媛県、高知県
九州事務局
- 福岡県福岡市中央区赤坂1-16-10 電通福岡ビル

管轄地域：福岡県、佐賀県、長崎県、熊本県、大分県、宮崎県、鹿児島県
沖縄事務局
- 沖縄県那覇市久茂地3-21-1 電通沖縄内

管轄地域：沖縄県

## マスコット
団体創立20周年記念の際にマスコットキャラクター「めばえちゃん」が登場した。公式サイト上では2006年度のリニューアルから登場しており、同時に「みのりちゃん」「いくえちゃん」が加わった。この3人は姉妹関係で、みのりちゃんが長女、いくえちゃんが次女、めばえちゃんが末っ子とされている。
2021年7月現在、テレビCMへの登場は無いが、2007年（平成19年）度の新聞広告ではインターネットの検索エンジンの検索窓に「AC」と入力してあるその右に「検索」ボタンが描かれているという内容の広告がある。他に創立40周年を記念した新聞広告に3姉妹で出ている。
2008年より、公式サイトのめばえちゃんのコーナーで新たに4コマ漫画のページが設けられている。

## NHKとの関係
放送法83条の規定により企業広告の放送が禁止されている日本放送協会（NHK）も会員企業であり、それ以前から関連会社であるNHK出版のテキストに広告を出す程度であるが、2000年（平成12年）には、NHKとの共同による啓発キャンペーンとして公共広告を放送した実績がある。最初に放送されたのはACジャパン制作の「捨てる世紀」とNHK制作の「地球の声 環境汚染」。この活動は現在も継続中であり、公共広告の共同キャンペーンとしては異例の長寿展開となっている。
NHKがCMを放送するのはテレビのみであり、受信料によって支えられている関係で一般企業の広告をPP、CM共々行っていないことから、自社製作テレビ・ラジオ番組の宣伝がNHKにおける主なCMで、番組と番組の間しかCMの放送枠が存在しない（いわゆるスポットCM）。
その経緯のため、テレビCMのみの放送で、番組間の番宣枠を中心に放送している。ラジオCMに関してはACジャパンが製作した一部キャンペーンのみ行っていたが、現在は実施していない。初期の頃はNHKとACジャパン制作のCMを同時に流用していたが、数年でNHK制作のCMのみに一本化されている。NHK制作のCMは開始時から2011年度まで環境問題、2012年からは公共マナーなどの様々なテーマを取り上げる。
なお、NHKでCMを放送する場合、CM末尾の「AC JAPAN」ロゴおよびサウンドロゴは使用せず、代わりに上記のロゴが表示される部分を「公共放送 NHK」のロゴとナレーションを使用した映像に差し替える。過去には「NHK環境キャンペーン」などへの差し替えや、カットされた事例もあった。
このキャンペーンは、2001年度から2005年度まで、NHKのウェブサイトであるNHKオンラインには紹介されなかった。NHKで放送されているCMは、ハイビジョン制作になっている。ACジャパン（民放）で放送されるCMは、2011年度までサイドカットまたはレターボックスになっていたが、地デジ化完了後の2012年度からは、NHK同様ハイビジョンでCMが放送されている。
また、NHKでは報道番組等においてACジャパンに触れる際には「AC」や「ACジャパン」の名前は出さず、「公益社団法人」の名称で報じている。

## 広告キャンペーン

### 概要
広告キャンペーンは毎年7月に更新され、7月から翌6月までの1年間をその年度として実施される。公共広告を展開するメディアはテレビ・ラジオ・新聞・雑誌のほか、映画館（映画の上映前）やスタジオアルタなどのオーロラビジョン（街頭ビジョン）、インターネット広告なども利用している。
取り扱うテーマは、その年度ごとに日本社会が必要としている事柄であり、ソーシャル・ネットワーキング・サービス（SNS）を利用した誤情報の拡散・環境問題・公共マナー・薬物・いじめ・家庭問題・睡眠不足をはじめとする日常生活・啓発活動・北海道を中心とした国立公園のパークボランティア活動など多岐にわたる。テレビおよびラジオCMについては、各局の7月1日の放送開始以降、起点の午前5時以降、あるいは午前0時以降から、新しいCMが放送される。どのCMを流すかについては放送局側に一任しているため、どの内容のCMがどれだけ流れているかについてはACジャパンとしては関知していないと回答している。
テレビCMに関しては、2011年度からは一部の作品が、翌2012年度からは全てハイビジョン制作となり、2015年度からは一部の作品でテレビCMの日本語字幕放送を開始した。また、ラジオCMは、2016年度よりACジャパン公式サイトで40秒版のみ聴ける様になった（但し、文字での内容紹介はそれ以前から公開されている）。
新聞広告、ポスターなどの枠は会員社によって無償で提供されており、広告代理店などの加盟企業がコンペティション形式で制作している。その広告実績は正規の広告料金に換算すると797億円（2009年度）にものぼり、これは日本で展開される1広告主の広告としては、最大規模のものとなっている。2010年度の実績は2800億円と大きく伸びており、ACジャパンは、これを東日本大震災後における自身のCMの大量放送（後述）によるものとしている。

### キャンペーンの種類
「全国キャンペーン」「地域キャンペーン」「支援キャンペーン」の3つを主としており、ACジャパンはこれを「3つの柱」としている。
全国キャンペーン
その名の通り日本全国で展開されるキャンペーン。日本全体にとっての問題がテーマとなる。また、テレビCMの60秒版はこのキャンペーンのみの製作である。2018年度からは、一部の作品に限り、手話や外国人向けの英語字幕も採り入れている（サウンドロゴ→ナレーションも含む）。このキャンペーンは毎年度3つ→2つ分が確保されており、必ず一つはアニメーションを用いて、子供にも分かりやすく説明されたものが製作されている。これは、子供向けテレビ番組や、その前後のスポットCM枠でACジャパンの差し替えが生じたときは、この作品が必ず放送されている。年度によっては、子供向けのアニメーション作品がこれと同じ全国向け通年展開の支援キャンペーンに振り替えられることがある。
地域キャンペーン
日本全国を北海道・東北・東京（関東地方および新潟県、山梨県、長野県、静岡県の1都10県）・名古屋（東海3県と北陸3県）・大阪（近畿2府4県）・中四国・九州・沖縄の8つに区切って展開されるキャンペーン。広告テーマをよりその地域に根付かせるため、2017年度より基本的に2年間継続展開される。
地域キャンペーンは基本的に自分の住んでいる地域のものしか見られないが、テレビ・ラジオにおいて、別の地域の放送局で制作された番組が放送されている場合、その放送局が位置する地域のキャンペーンのCMが流れることがある。例えば、東京にある放送キー局で制作した番組が地上波全国ネットまたはBSで放送されている場合、東京地域キャンペーンのCMが全国で見られる。同様に、大阪にある放送キー局で制作した番組が地上波全国ネットまたはBSで放送されている場合、大阪地域キャンペーンのCMが全国で見られる。2005年度の大阪地域キャンペーン「一人にならない。一人にさせない。」のように放送時期の途中から全国展開に変わった例や、2006年度の大阪地域キャンペーン「車内は部屋ではありません」、2007年度の名古屋地域キャンペーン「日課のスライド」のようにテレビCMのみが全国展開されて他のメディアが当該地域のみで展開された例もある。
なお、東京地域キャンペーンは、地域の共通のテーマが見いだせないという理由から、2013年度以降は2015年度の「約束の場所」と2018年度の「会いにいこうょ ほくほく、とうほく」（2017年度東北地域キャンペーンの「ほくほく、とうほく」を2018年度は東京地域にも拡大したもの）を除き休止しているが、その他の地域キャンペーンは従来通り展開されている。
支援キャンペーン
公共福祉活動を行う非営利団体の活動を支援するキャンペーン。但し、支援対象となる団体は「支援キャンペーン実施諸規則」を満たす必要がある。基本的に製作権は団体が完全に受け持ち、知的財産権も団体が直接管理する。この支援を受けたことのある団体は支援団体一覧を参照。
このキャンペーンの広告は当初は支援団体の表現は無かったが、90年代中盤ごろに支援団体を表現しなければならなくなり、実質二重宣伝に近い形となっていた。当初は団体名のロゴタイプから始まり、ACジャパンになって以降からは音声表現も加わっている。これに伴い、日本赤十字社による献血の支援キャンペーンは行われなくなり、日本赤十字社の自社製作に移行した。
環境映像
動物や植物、自然などの映像。2010年度と2018年度に放送。2018年度は2010年度の震災時以来約7年ぶりに製作された。2010年度は普通の字体で文言と団体名が表示されていた（ロゴマークは表示されていない）。2018年度は文言があるものとないものとがある。ロゴマークは青か白で右上か右下に表示されている。
このほか、団体そのものを紹介する広報キャンペーンや、NHK・アメリカAC・韓国放送広告公社と共同で行うキャンペーンもある（それぞれ「AC・NHK共同キャンペーン」<上記参照>、「日米共同キャンペーン」、「日韓共同キャンペーン」）。
BS放送においては、大学や専門学校の学生が制作し、応募した作品の中から選ばれた「ACジャパン広告学生賞」の作品も放送される。
大災害発生などの緊急時には、7月の更新時期に関係なく臨時キャンペーン（下記参照）が企画、制作される。

### テレビ・ラジオCMが放送される事例
ACジャパンのCMは、CM枠に空きが生じた場合に放送される。空きが生じるケースとして、番組のスポンサーである企業（クライアント）が深刻な事情によりその番組へのCMの出稿を自粛し、提供クレジット画面にそのスポンサーの企業が非表示となったり、ラジオの提供読みにおいて提供している企業の読み上げが行われない場合（放送・広告業界において「AC差し替え」と呼ばれる）や、生放送においてCMをはさまずに放送することが技術上困難なためにCM枠が入る場合のような例がある。これらの事情がない場合でも、テレビ局がCM枠を確保できないことがあり、その枠を埋めるためにもACジャパンのCMが放送される。
なお、最初から企業がCM枠を買わないことによる空き枠が生じた時はACジャパンのCMは流せないことから、日本民間放送連盟や日本広告審査機構（JARO）、番組宣伝などの自局CMで代替する場合がある。

#### 企業の不祥事や災害・事件などを理由とした差し替え
CMの出稿を自粛するのは企業側の都合による場合が多い。企業が不祥事を起こしてCM出稿を差し控えるのはその例である。
一例として、
- 1985年8月に発生した日本航空123便墜落事故（後述）。
- 2023年7月に発覚した中古車販売店のビッグモーターによる一連の不祥事[31]。同年12月に発覚した自動車メーカーのダイハツによる認証不正問題[32]。
- 2024年1月に発生した日本航空所属航空機と海上保安庁所属航空機同士による衝突炎上事故[33]。同年3月に発覚した小林製薬紅麹サプリメント問題[34]。

これらのCMが打ち切られ、代替としてACジャパンのCMが流れたケースがある。
それに対し、皇室の慶弔や大災害の発生時などにおいて多くの企業が一斉にCMの出稿を自粛することがある。この場合、CM枠の多くが空くためACジャパン（公共広告機構時代含む）のCMが大量に放送される。事例として、昭和天皇崩御時や阪神・淡路大震災、東日本大震災（後述）、平成28年熊本地震、令和6年能登半島地震の発生時がある。
2020年（令和2年）以降も、新型コロナウイルス感染症（COVID-19）の流行による広範囲への社会・経済的影響や緊急事態宣言、安倍晋三銃撃事件と故安倍晋三国葬儀等の事象により一時的にACジャパンのCMが集中的に放送されるケースが発生している。
新型コロナウイルス感染症の流行初期に当たる2020年2月末からACジャパンのCMへの差し替えが増加し、CM総合研究所によると、在京キー各局放映分だけで同年3月末には1日100件近くの水準にまで増加した。これらの影響から同年5月1日より、新しくコロナ対策臨時キャンペーンを実施し、8種類のCMを制作・放映するようになった。また、銃撃事件発生直後はACジャパンのCM放映数が平時の50倍超に増加しており、CM総合研究所によると、企業CMの自粛が相次いだ東日本大震災以後では最多としている。
CM出演者（その出演者が所属している芸能事務所を含む）による不祥事に伴うCM出稿停止により、ACジャパンのCMに差し替えた事例もあり、2023年に発覚したジャニーズ事務所創業者であるジャニー喜多川による性加害問題を受けて、一部企業が該当事務所所属タレントが出演しているCM出稿を一時停止し、代替としてACジャパンのCMが流れた事例がある。

#### テレビ局や番組出演者の不祥事などを理由とした差し替え
企業ではなくテレビ局や番組出演者の不祥事を理由として、企業がCM出稿を取りやめる場合もある。
前者の事例としては、
- 2003年（平成15年）8月放送のフジテレビ制作のテレビバラエティ『水10!』の『ワンナイR&R』の通販コントコーナー「ジャパネットはかた」で王貞治の顔モデルを使ったウォシュレット（王シュレット）を放送したことにより、王シュレット事件に発展した影響で、翌週から9月末まで1ヶ月間に渡り番組スポンサー全社がCM放送を取りやめるだけでなく、ウォシュレット製造元の東陶機器（現：TOTO）とコーナーのネタ元であるジャパネットたかたもスポンサーであった『FNNスーパーニュース』などのCM放送を取りやめ、公共広告機構のCMに差し替えられた。
- 2011年（平成23年）8月に『ぴーかんテレビ』（東海テレビ制作）で起きた「セシウムさん騒動」の際、JAグループがCM出稿を東海テレビをはじめとする在名民放局の放送エリアに限り取りやめ、その分がACジャパンのCMに差し変わったというケースがある[49]。
- 2025年（令和7年）1月に男性タレントによる女性トラブルについて（後述）、フジテレビの社員が関与していたという疑惑が報じられたことを受けて、保険会社や自動車メーカー、小売業者などが同局へのCMの出稿を取りやめ、その分がACジャパンのCMに差し替えられた[50][51][52][53]。

後者の事例としては、
- 2019年（令和元年）6月に吉本興業所属芸人による闇営業問題が発覚した事に伴い、該当芸人がレギュラー出演していた『ロンドンハーツ』と『雨上がり決死隊のトーク番組アメトーーク!』（両番組共にテレビ朝日制作）の番組スポンサー数社がCM出稿を取り止めた為[54][55]。
- 2020年（令和2年）1月に俳優の不倫騒動が発覚したことに伴い、該当俳優が主演を務めていた『ケイジとケンジ〜所轄と地検の24時〜』（テレビ朝日制作）の一部スポンサーがCM出稿を取り止めた為[56]。
- 2021年（令和3年）9月に『ひるおび』（TBSテレビ制作）の出演者が日本共産党について、事実誤認の発言をしたことを受けて、同番組のスポンサーであるキユーピーが同月14日・15日放送分のCM出稿を見合わせたため[57]。
- 2023年（令和5年）12月に吉本興業所属芸人による性加害疑惑が発覚したことに伴い、該当芸人がレギュラー出演していた『ダウンタウンDX』（読売テレビ制作）と『人志松本の酒のツマミになる話』（フジテレビ制作）、『水曜日のダウンタウン』（TBSテレビ制作）の一部スポンサーがCM出稿を取り止めた為[58][59][60]。
- 2024年（令和6年）12月に男性タレントによる女性トラブルが報じられたことを受けて、該当タレントがレギュラー出演していた『ザ!世界仰天ニュース』（日本テレビ制作）の一部スポンサーがCM出稿を取り止めた為[61]。
- 2025年（令和7年）6月に男性タレントによるコンプライアンス違反が日本テレビから発表されたのを受けて、該当タレントがレギュラー出演していた『ザ!鉄腕!DASH!!』（日本テレビ制作）の一部スポンサーがCM出稿を取り止めた為[62]。

また類似の事例として、
- 2024年（令和6年）1月にサッカー日本代表選手による性加害疑惑が発覚したことに伴い、日本代表が出場したAFCアジアカップ2023「日本×イラン」（テレビ朝日制作）の一部スポンサーがCM出稿を取り止めた為[63][64]。

その分の差し替えとしてACジャパンのCMが流れたケースがある。

#### 番組内容を理由とした差し替え
番組内容を理由として企業がCM出稿を取りやめる場合もある。
- 1998年（平成10年）放送のTBS制作のテレビドラマ『聖者の行進』では、暴力や強姦など過激なシーンが問題視されるなどの影響を受け、当時金曜ドラマに提供していた複数の協賛スポンサーが内容に賛同を得られなかったことから降板。その穴埋めとして公共広告機構のCMが放送された[65]。
- 2014年（平成26年）放送の日本テレビ制作のテレビドラマ『明日、ママがいない』では、児童養護施設の団体等から内容改善を求められるなどの影響を受け、最終的に番組スポンサーの8社すべてがCM放送を取りやめ、ACジャパンのCMが連続して放送された[66]。
- この他、ニュース・情報番組において、番組スポンサーである企業に不利な報道が行われる場合は公正中立の観点からその日のみ該当スポンサーが降板し、その分の差し替えとしてACジャパンのCMが流れる場合がある[67]。

#### その他
番組の放送休止によって生じる代替番組におけるCMとして、ACジャパンのCMが放送される場合もある。たとえば、前述の『ぴーかんテレビ』のケースでは、同番組の休止によって放送された代替番組ではACジャパンのCMが多く放送されていた、ということがインターネット上の「実況」で伝えられていた。

### 「AC」ロゴ・サウンドロゴの概要

#### ロゴマーク
創立から1986年度までのロゴマークは、鳥とハートを掛け合わせた、ハートマークの左側にくちばしのような尖った部分があるものであった。鳥は「社会と自然の融合とやさしさ」を象徴し、ハートは「人の社会への思いやり」を形にしたものである。このロゴマークは、大阪万博のシンボルを担当した大高猛がデザインしている。当時はロゴの色や大きさ、「公共広告機構」の部分の書体、表示様式等が統一されておらず、CMにより様々なバリエーションが存在していた。

1987年から2009年まで使用された公共広告機構のロゴ

1987年2月の団体創立15周年記念事業において、ロゴマークが変更された。デザインは東急エージェンシーによるものである。新しいロゴマークは、「Motter Ombra」というフォントを元にした青色の「AC」がデザインされたものである。これに伴い、「公共広告機構」の部分の書体も角ゴシック体のものに統一されるようになった。また、当初「公共広告機構」の部分は白色の背景に黒色の文字であったが、2003年度からは、「AC」の部分と同様、白色の背景に青色の文字になった（後述のように例外あり）。
2008年度、団体名改称に先立ちロゴマークも変更され、「AC」の文字の下部または右側にあった「公共広告機構」の文字が「よりよい社会をめざす民間の広告ネットワーク」に変わった。翌2009年度の団体名改称時には、「AC」のロゴが若干丸みを帯びた形になり、下にゴシック体で「JAPAN」の文字が書かれる現行タイプに再度変更されている。
ロゴマークは公式サイトで見られる他、広告作品においても表示される。テレビCMでは最後に表示されるが、必ずしも青色のロゴが白色の背景に表示されるわけではなく、異なる色や大きさのロゴ、異なる背景が使用されているCMがこれまで存在している。なお、ACジャパンへの改称後は、臨時キャンペーンと環境映像など一部を除き、必ず青色のロゴマークが白色の背景に表示されており、前述の通り2013年度から2020年度までの支援キャンペーンではロゴマークの下に「この活動を支援しています」の文言が入っていたが、2021年度より、支援キャンペーンでも2012年度までと同様に他キャンペーンと同様の表示となった。
ちなみに初代のロゴマークが使われていた頃は、CMの最後で白色の背景に鳥のアニメーションが描かれ、その鳴き声と共にロゴマークと融合するかロゴマークに変身する演出を取り入れたもの（1981年度「私たちの敵は無関心です」など）も存在した。

#### サウンドロゴ
初代ロゴマーク時代はサウンドロゴも統一されていなかったが（ラジオを中心に「ポポーン」というサウンドロゴがあるものもあった）、1987年度のロゴマーク変更と同時に、河野土洋による女声コーラスのサウンドロゴが正式に導入され、CMの最後に使用されていた（最初に使用された作品は、同年度の「しつけこそ人間」）。サウンドロゴに関しても2009年度の団体名改称と共に、男女混声による音声のものに変わった。但し、2009年度以降のCMでも初代サウンドロゴを使用しているものがある（2009年度の「コトバダイブしよう。」【ラジオCM】、同年度の広告学生賞受賞作品、2010年度の「見える気持ちに。」と「オシムの言葉」）。又、ロゴマークの色と同様サウンドロゴの使用に関しても統一されているわけではなく、使用していないCMも存在する（一例として2010年度の「こだまでしょうか」）。2006年度までのCMでは、サウンドロゴの有無に関わらず、ロゴ表示時に「公共広告機構です。」又は「明日のために、いま始めよう。」（2001年度以降）のナレーションが流れるCMも一部存在していた（一例として2006年度の「はっけよいエコライフ」、2007年度のテレビCMの15秒版を除いた全てのCM）。90年代後半以降はテレビの15秒版を中心にサウンドロゴが無いものも増やされた（一例として、2001年度の「死後の意思」、同年度の地域キャンペーンを除くテレビCMの全バージョンなど）が、2007、2008年度は全てのCMにサウンドロゴが使用された。
2010年度は、2011年3月に発生した東日本大震災の影響によるCMの大量放送と視聴者からの苦情を受け、サウンドロゴの削除措置が実施された（後述の東日本大震災に伴う特別措置を参照）。この措置は、テレビCMでは2010年度CMの放送終了まで行われたが、ラジオCMでは間もなく一部で使用が再開された。また、その翌年度である2011年度のCMでは、テレビCMにおいてサウンドロゴの使用が見合わせられたものの、ラジオCMでは一部を除き従来通り使用された。2012年度のCMではテレビ・ラジオ共にサウンドロゴが使用されず、CM末尾に「ACジャパン」とのナレーション（声はCMごとに異なる）がなされた。翌2013年度においても、ACジャパンのアンケート調査で「地震を連想させる」という意見が多く、サウンドロゴは使用されずナレーションのみとなった。
3年間にわたり使用が見合わせられていたサウンドロゴは、2014年度のCMにおいて新たに復活した。ACジャパンによると、調査の結果3人に2人がサウンドロゴの使用に肯定的であり、「♪ACジャパン」という正式名称による新しいサウンドロゴが使用される様になった。ただし、2013年度からの支援キャンペーンはサウンドロゴを使用せず、「ACジャパンは、この活動を支援しています」のナレーション（声 - 林田尚親）を使用している。
しかし、COVID-19流行による放送回数の増加を受け、2020年度以降は再びサウンドロゴの使用を取りやめ（同年5月からの新型コロナウイルス対策臨時キャンペーンで先行実施）、ナレーションのみとしている。
サウンドロゴが復活した2014年度以降、東日本大震災時の教訓もあり、テレビCMが大量に放送される事態が発生した場合や番組内容とそぐわない場合等に、任意でサウンドロゴの削除措置が実施されることがある。この為、同年度以降に制作された全てのテレビCMは、同じバージョンのサウンドロゴを削除したものが別に制作されている。実例として2016年4月14日に発生した熊本地震の際、翌15日の放映分よりサウンドロゴの使用を自粛していたが、同年5月以降は不定期ながら使用を再開している。これ以外でも、2018年の北海道胆振東部地震や2019年の令和元年東日本台風（台風19号）等の直後には、サウンドロゴを削除する措置を行っていた。

### 支援団体一覧

#### 今年度の支援団体
2025年度の支援団体は以下の8団体である。記載順序はACジャパン公式サイトに従う。☆は新しく支援団体になる団体、★は数年振りに支援団体に復帰した団体。
- 全国こども食堂支援センター・むすびえ
- ジャパンハート
- 日本耳鼻咽喉科頭頸部外科学会
- キッズドア
- 日本骨髄バンク★
- 日本盲導犬協会★
- 日本糖尿病協会⭐︎
- 日本食品衛生協会⭐︎

#### かつての支援団体
五十音順に記述する。なお、1998年度に制作された北海道地域キャンペーン「家庭が、あぶない。」のような地方団体（北海道家庭生活総合カウンセリングセンター）は支援団体ではないため、ここでは記載しない。
- あしなが育英会
- ウイルス肝炎研究財団
- ウォーターエイドジャパン
- エイズ予防財団
- 結核予防会
- 交通遺児育英会
- 国際連合開発計画（UNDP）
- 国連WFP協会
- 国連UNHCR協会
- 国境なき医師団日本
- 子どもの読書推進会議
- こども未来財団
- 3R推進団体連絡会[78]
- 世界の医療団
- 世界の子どもにワクチンを日本委員会
- WWFジャパン
- セーブ・ザ・チルドレン
  - セーブ・ザ・チルドレン・ジャパン
- 全国被害者支援ネットワーク[79]
- 全国民生委員児童委員連合会
- 鎮守の森のプロジェクト[80]
- AAR Japan
- 日本アイバンク協会
- 日本眼科医会
- 日本筋ジストロフィー協会
- 日本心臓財団
- 日本腎臓財団
- 日本対がん協会
- 日本動物愛護協会
- 日本臓器移植ネットワーク
- 日本自閉症協会
- 日本脳卒中協会
- 日本赤十字社/赤十字血液センター
- 日本ナショナル・トラスト協会[81]
- 日本ユニセフ協会
- 認知症サポーターキャラバン
- プラン・インターナショナル・ジャパン
- 民際センター[82]
- メイク・ア・ウィッシュ オブ ジャパン
- 文字・活字文化推進機構

など。

## 緊急時に伴う特別措置

### 日本航空123便墜落事故
1985年（昭和60年）8月12日に発生した日本航空123便墜落事故により、ハウス食品社長の浦上郁夫が死去したことに伴い、ハウス食品は提供やCM放送を一時的に自粛した。これにより、ハウス食品が当時単独提供をしていた『ハウス食品世界名作劇場』の『小公女セーラ』はノンスポンサーで放送され、公共広告機構のCMが流れた。

### 東日本大震災
2011年（平成23年）3月11日に東北地方太平洋沖地震（東日本大震災）が発生した際、当初CM抜きで報道特別番組を放送していた民放各局は、徐々にCMを入れた通常編成に戻したが、多くのスポンサー企業はCM放送を自粛した。ACジャパンの担当者がテレビ局の人物から聞いた話によると、クライアントである一般企業の約70%以上が自粛したという。これにより、ACジャパンのCMは民放各局で繰り返し放送され、世間から注目を集めることになった。なお同様の事態は阪神・淡路大震災でも起きている（当時は中野浩一・増田明美出演「もっとマナーもっとリサイクル」）。

#### 震災直後のCMの本数と割合
地震発生前におけるACジャパンのCMの本数は、2011年3月5日から11日の14時50分過ぎまでの期間において32本であった（関東の民放キー局5局を対象にした調査。CM総合研究所調べ）。それ以降、地震・津波関連の報道特番によりCMが放送されなくなり、CMが復帰した3月14日以降、ACジャパンのCMが激増した。3月12日から19日までの1週間におけるACジャパンのCMの本数は1万9972本にのぼっており（調査対象・調査会社は同じ）、CM総合研究所によると、この本数はトヨタ自動車が1年間で放送するCMの本数に相当するという。
CM全体に対してACジャパンのCMが占めた割合も、地震直後は非常に高くなった。地震後にCM放送を再開してから3月16日早朝までに放送した8,173本のCMのうち、77%がACジャパンのCMであり、3月22日まででは全体の約8割がACジャパンのCMであったという。また、1日におけるACジャパンのCMの割合は、3月15日が「8割超」、3月16日が「約86%」と発表されている。3月下旬には徐々にCMを再開する企業が増え、4月以降になると割合は全体の15%程度に減少し、5月のゴールデンウィークの時期には全体の1%未満（1日あたり約20本）に落ち着いた（いずれも関東の民放キー局5局を対象にした調査。CM総合研究所調べ）。

#### 視聴者の反応
このように、ACジャパンのCMは非常に多く流された。さらに、放送回数の多さに対してCMの種類が少ないために同じCMが繰り返し流され、これにより視聴者からの反感を生み出してしまった。また、CMの内容についても、震災時に流されることが考慮されたものではない。これらの点について、ACジャパンには視聴者から「同じCMばかり流れてしつこい」「内容が地震にそぐわない」といった旨の苦情が殺到したという。後のACジャパンの2010年度事業報告によると、非常時を意識していないCMの内容に対する違和感の声が多かったのは支援キャンペーンであり、一方で全国キャンペーンに対する批判は少なかったという。なお、ACジャパンの専務理事である草川衛によると、苦情は被災地以外に住む視聴者から先に寄せられ、被災地の視聴者からの苦情はやや遅れて寄せられたという。
苦情はCMの放送回数や内容に関するものばかりではなく、サウンドロゴに対するものもあった。サウンドロゴに対しては「不快だ」「地震速報と間違える」といった旨の苦情が寄せられた。
このように、ACジャパンへの反感を持った視聴者による苦情が殺到したという事実がある一方で、雑誌『CM NOW』は地震直後におけるACジャパンの広告に関する肯定的な一面に言及している。それは、テレビを通して地震による災害を見守ってきた視聴者が感じた「言い知れない、解消の出来ない心のざわつき」を「一瞬、冷静にさせ、ある意味では癒してくれた」という一面である。さらに同誌では、ACジャパンの作品には「他人（ひと）を想う気持ち」を考えたという意味での共通点があり、それが震災に立ち向かう人々の心情と重なったのかもしれない、という見解が述べられている。また、CM総合研究所調べによる銘柄別CM好感度ランキングでは、震災直後である2011年3月度後期の調査において、ACジャパンが1位となった。その後、4月度前期・4月度後期と3期連続で1位を保っており、ACジャパンに対する世間の関心の高さが示されている。同社調べによる2010年度の年間企業別CM好感度ランキングにおいても前年度の59位から8位まで浮上した。また、インターネット上では、動画投稿サイトなどに「あいさつの魔法。」などのCMから作られた二次創作が多く投稿された。

#### ACジャパンの対応
ACジャパンは3月16日、視聴者に不快な思いをさせたとしてお詫びの文章を発表した。また同日、テレビ各局にサウンドロゴの削除を依頼し、それにテレビ局が対応する形でサウンドロゴなしのCMが放映されるようになった。依頼が行われたテレビ局は全国160局以上に及んでいる。
また、このお詫びに先がけて、被災している状況において内容のそぐわない6本のCMの放送中止をテレビ局に依頼した。これらのCMの放送中止依頼が行われた日付（以下依頼日）については雑誌『日経エンタテインメント!』の記事、依頼理由については雑誌『FLASH』の記事を出典とする。また、2009年7月に団体名を変更したこともあり、前年度以前のCMを流さなかった。
子供たちが描いたもの（日本アイバンク協会支援CM）
依頼日：3月14日
依頼理由：CMに出演している子供の1人が地震の被災地である岩手県大船渡市出身であり、地震発生当初その子供の安否確認ができなかったため。
この子供は後に無事が確認されたとACジャパンの広報担当者は語っている。どの子供が該当するのかという点は非公表とされているが、『日経エンタテインメント!』の記事ではこの子供について「少年」という表現がされている（特定はしていない）。
知層（文字・活字文化推進機構支援CM）
依頼日：3月15日
依頼理由：「地層」をもじったCMのタイトルが、地震を引き起こす活断層を連想させる可能性があるため。
命のかげ（NHK共同キャンペーン）
依頼日：3月15日
依頼理由：CM中にある「命が消える」という表現が、震災で多数の死者・行方不明者が出ている状況にはふさわしくないため。
このキャンペーン自体は最終月にあたる6月に再開しており、同月に限ってNHKや被災3県の関連放送局（福島・仙台・盛岡）が有する映像を利用し、復興支援をアピールした新作を展開されていた。
ありがとう あしながさん（あしなが育英会支援CM）
依頼日：3月15日
依頼理由：CM中に「親を亡くした」という表現があるため。
このCMはのちに当該表現を含むナレーションを差し替え、あしなが育英会の東日本大震災における活動についての部分を追加したうえで放送が再開された。
ちょっとだけバイバイ（3R推進団体連絡会支援CM）
依頼日：3月15日
依頼理由：瓦礫の山が残る場所で頑張っている被災者がいる中、ごみの分別を呼びかけている場合ではないため。
このCMの自粛については、行き過ぎたものであるという見方がある。
国境を越えた医者（国境なき医師団支援CM）
依頼日：3月16日
依頼理由：CMのキャッチコピーが「国の境目が、生死の境目であってはならない」であり、地震で安否不明の人がいる状況で放送するにはふさわしくないため。被災者の窮状を連想させるため、との説明もある。
CMの一部が放送中止されたことにより、残ったCMの放送頻度はさらに高まり、視聴者の苦情にあった「同じCMばかり流れてしつこい」という状況が悪化することになった。これにより、CM自体だけでなくその出演者にも批判が向けられるという事態に至った。これについてACジャパンのクリエイティブディレクターである尾形敏朗は「普段なら良いと思うメッセージでも、あまりに何度も見せられて、押し付けに感じられてしまったようだ」と述べている。
当初は中止の対象になっていなかった「オシムの言葉」「大切なあなたへ」（それぞれ日本脳卒中協会、日本対がん協会支援CM）に関しても、放送頻度の増加により中止された。この影響で国境なき医師団日本は東日本大震災という書き入れ時というときに広告展開を中断したということもあり、2010年度までを以てACジャパンによる支援を打ち切り、広告は団体そのものの独自制作に移行した。最終的には放送できるCMが震災から3週間で「あいさつの魔法。」「見える気持ちに。」「あなたの手当て」「こだまでしょうか」の4本に絞られることになった。

#### 各キャンペーンへの反響
CMの大量放送により、1つ1つのキャンペーンも注目された。全国キャンペーン「あいさつの魔法。」は、インターネット上を中心にブームになるなど話題になった。同じく全国キャンペーン「見える気持ちに。」、および地域キャンペーン「こだまでしょうか」（東京地域。ただし東京キー局制作の全国ネット番組内、および放送局の所在地が東京である民放各局のBS放送ではそのまま全国で放送された。）に関しては、それぞれで引用されている詩「行為の意味」（宮澤章二）、「こだまでせうか」（金子みすゞ）が反響を呼び、それぞれを収録している詩集がAmazon.co.jpのベストセラーランキングで上位を獲得した。また、山口県長門市にある金子みすゞ記念館においては、2011年3月20日から4月8日にかけての入場者数が前年同期と比べて20.6%増加しており、読売新聞は「こだまでしょうか」による影響があると推測している。

#### 震災臨時キャンペーン
ACジャパンは地震発生後、被災者を応援する臨時CM「震災臨時キャンペーン」を企画した。CM情報誌『CM NOW』によると、地震が発生した2011年3月11日にはACジャパンが同年度に展開するキャンペーンの最終決定が行われており、地震によって交通機関が止まったことで、集まった役員たちは事務所に泊まって震災臨時CM制作の相談をしたといわれている。3月14日に会員企業へ臨時CMの企画募集について連絡し、翌15日までに10社から提案があった。最初に制作・放送されたのは「文字篇」である。15日の夜に持ち寄られた臨時CM案の検討をし、すぐにできるものという条件で「文字篇」の制作を開始し、3月18日に放送局へ送り、3月19日から放映が開始された。その後は3月23日から「サッカー篇」、24日から「日本の力を、信じてる篇」、26日から「今、わたしにできること・呼びかけ篇」、31日から「日本の力を、信じてる篇」の新作が放送開始された。なお、これらのCMではサウンドロゴは使用していない。
『CM NOW』はこのように、臨時CM制作の話が地震発生後すぐに出ていることを伝えている一方で、同じCMが繰り返し流されて逆効果を生み出したことへの「対策」として臨時CMが急遽制作されたとも書いている。ほかにも同様の趣旨の報道がある。たとえば産経新聞では「視聴者の不満の声に早急に対応した形だ」と書かれており、サーチナの報道では、「同社ではその対策（苦情の対策）にCM最後のロゴの音声を削除したり、今回の臨時CMを制作することを発表していた」と書かれている。逆にまんたんウェブの報道では、臨時CMが苦情への対応であるということをACジャパンが否定した上で「ACジャパンとして、いま、国民のみなさんに伝えるべきこととして制作した」と話していたことが述べられている。ただし、展開を中止したCMに代わる素材に関する要望は視聴者の苦情とは別にメディア側から寄せられており、ACジャパンの2010年度事業報告では、臨時CMの全国展開について「支援キャンペーンの多くが中断したために、それに代わる素材をというメディアの要望に応えました」と記されている。
臨時CMの開始により放送できるCMの本数は増えたが、臨時CMに関しても否定的な見方が出るようになった。たとえば、ACジャパンの常務理事である高島邁によると、地震発生直後は物資が不足したため買い占めを控えるべき旨をCMで呼びかけたが、それが解消すると「復興のために経済活動を活発にすべき」と批判される、というような事例があったという。また、広告においては出演しているタレントにプロモーションの意図があるという誤解を受ける可能性が避けられず、実際にこの種の批判があった。そのため臨時CMの放送は短期間で終了した。
臨時CMは「文字篇」「サッカー篇」「日本の力を、信じてる篇」「今、わたしにできること・呼びかけ篇」の4タイトル以外にも制作された。大阪地域においては「こいのぼり篇」をテレビ・新聞で展開し、「選手宣誓篇」「ひとつひとつ篇」を新聞で展開したほか、環境映像をテレビで5タイプ展開した。東京地域および岩手・宮城・福島の東北3県においては「同じ空の下篇」を2011年5月末からテレビ・ラジオで展開した（前出の「こだまでしょうか」と同様、東京キー局制作全国ネット番組や民放各局のBS放送ではそのまま全国に流れた）。また、ACジャパンのサイトではのちに「今、わたしにできること・呼びかけ篇」および「日本の力を、信じてる篇」のCMタイトルがそれぞれ「タレント篇A・B」「タレント篇C・D」と変更されている（前者はA・Bの2タイプとされているが、30秒版と15秒版で出演芸能人が異なる。次の「CM出演者」の節ではこの違いを考慮するため4タイプとして扱う）。

##### 臨時キャンペーンの出演者 (東日本大震災)
「文字篇」「日本の力を、信じてる篇」「今、わたしにできること・呼びかけ篇」は同タイトルで異なるタイプのCMが存在する。それらの区別について、「文字篇」はサイト「曲名探偵団」および『CM NOW』に従う（『CM NOW』では「文字篇B」の内容が紹介されている）。「日本の力を、信じてる篇」は2バージョンのうち後から放送開始されたものを（新作）とする。「今、わたしにできること・呼びかけ篇」は「曲名探偵団」に従う。
- 野間口徹（俳優） - 「文字篇A」でナレーションを担当。
- 土岐麻子（歌手） - 「文字篇B」でナレーションを担当。
- 岡崎慎司（プロサッカー選手）
- 長友佑都（プロサッカー選手）
- 内田篤人（プロサッカー選手） - 「サッカー篇」に出演[103]。3名の声は国際電話を通して、または車の中で録音されている[26]。
- ジョン・カビラ（ナレーター・タレント） - 「サッカー篇」でナレーションを担当。
- SMAP（中居正広、木村拓哉、稲垣吾郎、草彅剛、香取慎吾、タレント・歌手）
- トータス松本（歌手・ウルフルズメンバー） - 「日本の力を、信じてる篇」に出演[103]。
- HIRO（パフォーマー、EXILEメンバー）
- VERBAL（ヒップホップMC、m-floメンバー） - 「日本の力を、信じてる篇」（新作）に出演[104]。
- 西田敏行（俳優）
- 三浦知良（プロサッカー選手）
- 高橋みなみ・前田敦子・大島優子（タレント・歌手、当時は全員がAKB48メンバー）
- アントニオ猪木（元プロレスラー）
- 松たか子（女優） - 「今、わたしにできること・呼びかけ篇A」に出演[103]。
- ベッキー（タレント・歌手）
- 三谷幸喜（脚本家）
- 片岡仁左衛門（歌舞伎役者）
- 大竹しのぶ（女優・タレント）
- 嵐（大野智、櫻井翔、相葉雅紀、二宮和也、松本潤）（タレント・歌手） - 「今、わたしにできること・呼びかけ篇B」に出演[103]。
- 中川翔子（タレント・歌手）
- 野口健（アルピニスト）
- テリー伊藤（タレント・コメンテーター） - 「今、わたしにできること・呼びかけ篇C」に出演[103]。
- 江口洋介（俳優）
- 内田恭子（フリーアナウンサー）
- 為末大（陸上選手） - 「今、わたしにできること・呼びかけ篇D」に出演[103]。
- 浅沼晋太郎（俳優・声優） - 「同じ空の下篇」（東京地域・東北3県のみ）でナレーションを担当。
- 吹石一恵（女優） - 「こいのぼり篇」（大阪地域のみ）でナレーションを担当。

### 熊本地震
2016年の熊本地震時もACジャパンのCMの放送頻度が増加した。
局や時間帯によってはサウンドロゴや「ACジャパンはこの活動を支援しています」のナレーションが削除された。
熊本県に本社がある企業（有名なものでは再春館製薬所）や、生産・製造の拠点がある企業はCMを自粛しACジャパンのCMに差し替えられた。
また、災害対策をテーマとしている地域キャンペーンを避けて差し替えた模様。
熊本・大分両県でのみ、臨時のテレビCM「#くまモン頑張れ絵」が放映された。
森田拳次やちばてつやをはじめ、原泰久、さくらももこ、諌山創の漫画家5人の書き下ろしによるイラストが登場するCMとなっており、森田がちばに送ったファクスを、彼が自身のブログに公開し、それを見た森川ジョージがTwitter（現・X）で呼びかけたのが始まりである。
CMの長さはいずれも15秒で、サウンドロゴは流されていない。

#### 臨時キャンペーンの出演者 (熊本地震)
- ちばてつや
- 森川ジョージ
- 原泰久
- さくらももこ
- 諌山創
  - この作品のみ、めじろんも描かれている。

## 広告学生賞

### TVCM部門
- 第20回 - 「募集要項」日本大学
  - 準グランプリBS民放賞 - 「こどものみかた」尚美学園大学
- 第19回 - 「たまにセーブ」東京工科大学
  - 準グランプリBS民放賞 - 「言葉を考える本屋」武蔵野美術大学
- 第18回 - 「聞こえているのに、聞き取れない」長岡造形大学
  - 準グランプリBS民放賞 - 「充実した1日は充電が減らない」武蔵大学
- 第17回 - 「聞こえる優しさ」東京工芸大学
  - 準グランプリBS民放賞 - 「牛の気持ち」武蔵野美術大学
- 第16回 - 「いままでとこれから」長岡造形大学
  - 準グランプリ - 「笑顔を守る」武蔵野美術大学
- 第15回 - 「ハートをください」日本大学芸術学部
  - 準グランプリBS民放賞 - 「ウミガメ家の食卓」東京工芸大学
- 第14回 - 「きれいな言葉、きれいな心」武蔵野美術大学
  - 準グランプリ - 「就活の地域格差」梅花女子大学
- 第13回 - 「3809円」大阪芸術大学
  - 準グランプリ - 「チキンの一生」京都精華大学

### 新聞広告部門
- 第8回 - 「見えないって、危険。」日本電子専門学校
  - 準グランプリ「想像しよう、それぞれのストーリー。」京都精華大学
- 第7回 - 「放課後の来ない子どもたち」長岡造形大学
  - 準グランプリ「うつむく時間が増えています。」東北芸術工科大学
- 第6回 - 「バスの来ないバス停」東北芸術工科大学
  - 準グランプリ - 「『ちょっと一緒に』で守れるライフライン」大阪芸術大学
- 第5回 - 「良い人」桜美林大学
  - 準グランプリ - 「#完食」目白大学
- 第4回 - 「タピのち、投票。」相模女子大学
  - 準グランプリ - 「お母さんという者です」東北芸術工科大学
- 第3回 - 「もう二度と、消えません。」日本大学芸術学部
  - 準グランプリ - 「見落とした?見過ごした?」東北芸術工科大学
- 第2回 - 「命も、権利も捨てないで。」東北芸術工科大学
  - 準グランプリ - 「ぼくらの学校」静岡デザイン専門学校
- 第1回 - 「野良猫クレーン」京都造形芸術大学
  - 準グランプリ - 「変わらないこと」京都造形芸術大学

### CM学生賞（2005年度 - 2016年度）
- 第12回 - 「プラスチックについて」東京藝術大学
  - 準グランプリBS民放賞 - 「左ききの人と」同志社女子大学
- 第11回 - 「音漏れテスト」武蔵野美術大学
  - 準グランプリ - 「人にやさしく」武蔵野美術大学
- 第10回 - 「誰かの一食」日本大学芸術学部
  - 準グランプリ - 「1の大切さ 」日本大学芸術学部
- 第9回 - 「ながらスマホ二宮金次郎」東京工芸大学
  - 準グランプリ - 「子どものこころをダブルクリック」文星芸術大学
- 第8回 - 「誰でも縦並びマナー」武蔵野美術大学
  - 準グランプリ - 「しつけと虐待はちがう」京都精華大学
- 第7回 - 「渡る世間はみな先パイ」目白大学
  - 準グランプリ - 「音漏れ」日本大学芸術学部
- 第6回 - 「つられ迷惑」東京藝術大学
- 第5回 - 「ひとつあいさつくださいな」東京工芸大学
  - 準グランプリ - 「かばんの指定席」長岡造形大学
- 第4回 - 「TRAIN SOS」武蔵野美術大学
  - 準グランプリ - 「笑顔はどんどん連鎖して」東京藝術大学
- 第3回 - 「ありがとうは無限大」武庫川女子大学
- 第2回 - 「食べきれない」武蔵野美術大学
- 第1回 - 「2004.10.23 その時僕らは（おにぎり篇）」長岡造形大学